# Callithea wallacei
Callithea wallacei är en fjärilsart som beskrevs av Otto Staudinger 1886. Callithea wallacei ingår i släktet Callithea och familjen praktfjärilar. Inga underarter finns listade i Catalogue of Life.